# Kripo Holstein - Mord und Meer
Kripo Holstein - Mord und Meer  è una serie televisiva tedesca di genere poliziesco prodotta dal 2013 al 2015 dalla Opal Filmproduktion. Interpreti principali sono Björn Bugri, Lara-Isabelle Rentinck, Mareile Bettina Moeller, Christoph Hagen Dittmann, Katharina Küpper, Daniel Roesner e Ina Holst.
La serie si compone di 2 stagioni, per un totale di 23 episodi (8 per la prima stagione e 15 per la seconda). In Germania, la serie è stata trasmessa dall'emittente nazionale ZDF in fascia preserale: il primo episodio, intitolato Wettlauf gegen den Tod , fu trasmesso in prima visione il 9 ottobre 2013; l'ultimo, intitolato Ihr schwerster Fall, fu trasmesso in prima visione il 21 gennaio 2015.

## Trama
Il Commissario Capo e pilota di elicotteri Hannes Schulte viene trasferito per punizione da Berlino ad un commissariato della polizia criminale di Altenkrempe, nello Schleswig-Holstein.
I suoi nuovi colleghi sono il Commissario Capo Jette Jessen, l'esperto di meccatronica Joost Reedmacher e l'esperta di computer Catrin Christiansen. Nelle indagini dà poi loro una mano Lars Tennhagen, il cugino di Joost.

## Episodi
| Stagione         | Puntate | Prima TV Germania | Prima TV Italia |
| ---------------- | ------- | ----------------- | --------------- |
| Prima stagione   | 8       | 2013              | inedita         |
| Seconda stagione | 15      | 2014              | inedita         |

## Guest-star
Tra le guest-star apparse nella serie, figurano (in ordine alfabetico):
- Sanna Englund
- Francis Fulton-Smith
- Johanna Gastdorf
- Marek Harloff
- Petra Kleinert
- Hans Peter Korff
- Walter Kreye
- Valerie Niehaus
- Henriette Richter-Röhl
- Pheline Roggan
- Katja Woywood
- Helmut Zierl